# Александров, Иван Васильевич
Александров Иван Васильевич (15 февраля 1932 года, деревня Гудилово, Мценский район, Орловская область, РСФСР, СССР — 18 сентября 2010 года, Мценск, Орловская область, Российская Федерация) — русский писатель, поэт и прозаик, член Союза писателей СССР, России. Почётный гражданин города Мценска и Мценского района Орловской области.

## Биография
Родился в крестьянской семье, военное детство рано приучило к труду. Поэт вспоминал:
«Война оборвала детство… В двенадцать лет пахал землю, косил луга, возил копны. Мне нравилось отбивать косы, справлять грабли, мастерить тележки… Всякое повидал и пережил».
Стихи Ивана Александрова во многом автобиографичны: 
«В двенадцать лет во мне Гудиловка
Признала дружно косаря.
В двенадцать лет меня будила
Рукою матери заря.
Я сброшу сон, как полушубок,
И заспешу на дальний луг,
Где от косьбы и бабьих шуток
Дрожало марево вокруг.
Смеялась шустрая дивчина:
— Поддай, Ванюха, огоньку!
И я сгибал упруго спину
И забывал про боль в боку.
Дымилась у меня рубаха,
Дымилась шея у меня,
А знает каждый работяга,
Что нету дыма без огня»
После окончания школы и Тульского педагогического института, работал учителем на Алтае, служил в армии топографом. В 1958 году вернулся в город Мценск, где работал учителем, директором школы, инспектором районного отдела народного образования.
Стихи начал писать ещё в школе, увлекшись поэзией Пушкина, Лермонтова, Маяковского, Есенина. Первая публикация появилась в 1951 году в альманахе «Литературная Тула». В 1963 году в Орле вышла первая книга — «Подснежник». За ней — в Туле: «Земляника» (1966), «Ясень» (1969), «Анютины глазки» (1972), «Снежедь» (1974), «Журавинка» (1981), «Щеглы» (1991); в Москве — «Ядринка» (1976), «Живые зёрна» (1977); в Орле: «Свет» (1997), «Пучок калины» (2001), «Вербные родники»(2007), «Багряные листья» (2008), «Пастушья сумка» (2010).
В Союз писателей СССР принят в 1970 году. Автор четырнадцати сборников стихотворений и прозы, множества публикаций в периодических литературных изданиях. Произведения включены в хрестоматию для школ и вузов «Писатели Орловского края. XX век» (2001), вошли в четырёхтомное собрание избранных произведений современных орловских писателей (2015).
Ивана Александрова всегда отличали ответственность, требовательность к себе, активная гражданская позиция. Его стихи проникнуты любовью к родной земле, гордостью за её героическое прошлое, тревогой за судьбу своей малой родины. За верность поэтическому призванию и приверженность классической традиции в 1997 году был удостоен Всероссийской литературной премии имени А. А. Фета.

В предисловии к сборнику стихов «Багряные листья» поэт писал:
«Я, наверное, счастливый человек, потому что через всю жизнь пронёс затаённую любовь к поэтическому слову и родному тургеневскому краю… Сельская жизнь, быт и традиции, труд и природа, роднички и речушки — всё это неизменно служило для меня источником творческого вдохновения».
Умер Иван Васильевич Александров 18 сентября 2010 года. Похоронен на Болховском кладбище города Мценска.

## Отзывы
Поэт и эссеист Владимир Ермаков отмечает:
«Поэтика Ивана Александрова удивляет цельностью. Сосредоточенностью, которая кажется лёгкостью. Техникой письма, которая настолько привычна перу, что почти не видна в почерке. Ни нажима на приём, ни вычурных завитушек вокруг да около. Стратегическая задача, которая решается этой поэтикой, — удержание безымянной высоты традиции от захвата бандами литературных мародёров».
Орловский поэт Андрей Фролов в одной из статей о творчестве Александрова пишет:
«Поэт прекрасно обходится без витиеватых филологических построений и экспериментальных рифм, мода на которые присутствовала в литературе во все времена. Пишет, как дышит. Мысль ясна, образы ярки и легко ложатся на сердце. Это и есть тот самый соцреализм (читайте, как хотите: социалистический, социальный, в любом случае — народный), который наиболее близок русскому читателю, к которому русский читатель всегда хотел прислониться душой, это надёжный берег, к которому он всегда выгребал, когда его относило в сторону каким-нибудь бурным литературным течением»
Прозаик и поэт Светлана Голубева даёт простую, но очень точную оценку:
«Иван Васильевич Александров — один из самых светлых, чистосердечных, самодостаточных поэтов Орловщины. Из тех, кому, чтобы творить, нужна только родина. Отсюда необыкновенная чистота его стихотворений, о чём бы он ни писал».

### Авторские книги
- Подснежник: стихи. — Орёл: Орловское книжное издательство, 1963.
- Земляника: стихи. — Тула: Приокское книжное издательство, 1966.
- Ясень: стихи. — Тула: Приокское книжное издательство, 1969.
- Анютины глазки: житейские истории. — Тула: Приокское книжное издательство, 1972.
- Снежедь: лирические тетради разных лет. — Тула: Приокское книжное издательство, 1974.
- Ядринка: стихи. — М.: Современник, 1976.
- Живые зёрна: стихи. — М.: Сов. писатель, 1977.
- Журавинка: стихи. — Тула: Приокское книжное издательство, 1981.
- Щеглы: лирические тетради разных лет. — Тула: Приокское книжное издательство, 1991.
- Свет. — Орёл: Вешние воды, 1997.
- Пучок калины: сборник стихов. — Орёл: Вешние воды, 2001.
- Вербный родник: книга стихов. — Орёл: Вешние воды, 2007.
- Багряные листья: стихи. — Орёл: Новое время, 2008.
- Пастушья сумка: избранные стихотворения (посмертное издание). — Орёл: Вешние воды, 2011.

### Публикации в периодике
- «Роман-газета», Москва
- «Наш современник», Москва
- «Молодая гвардия», Москва
- «Звезда», Москва
- «Москва», Москва
- «Смена», Москва
- «Форум», Москва
- «Роман-журнал XXI век», Москва
- «Бежин луг», Москва
- «Подъём», Воронеж
- «Невский альманах», Санкт-Петербург

и др.

## Награды

### Премии
- Всероссийская литературная премия им. А. А. Фета (1997)[9]
- Всероссийская литературная премия «Вешние воды» (2006)[10]

### Звания
- Почётный гражданин города Мценска (1997)[1]
- Почётный гражданин Мценского района (2010)[2]

Награждался Почётными грамотами Союза писателей России, Губернатора Орловской области, Орловского областного Совета народных депутатов. Также награждён памятной медалью Российской муниципальной академии «К 100-летию М. А. Шолохова. За гуманизм и служение России».

## Память
На Мценской земле чтят память Ивана Васильевича Александрова. Мемориальные доски установлены в городе Мценске на доме, где жил поэт, и в селе Волково на фасаде Краснооктябрьской школы, в которой с 1984 по 1989 год он работал директором.
26 сентября 2014 года на развилке просёлочных дорог, одна из которых вела к родной для Александрова Гудиловке (ныне деревни нет даже на карте), установлен памятный знак в виде камня с прикреплённой к нему мемориальной доской, напоминающей о большом поэте, родившемся в этих краях, и об исчезнувшей с лица земли, как и тысячи других русских сёл, деревне Гудилово.
15 февраля 2017 года, в день 85-летия Ивана Александрова в Мценском краеведческом музее была открыта мемориальная комната писателя, где представлены его личные вещи и часть обширной библиотеки.
9 сентября 2020 года имя Ивана Васильевича Александрова было присвоено мценской детской библиотеке № 1.
Общественностью и администрацией города Мценска рассматривается вопрос об установке памятника известным российским писателям Ивану Алексеевичу Новикову и Ивану Васильевичу Александрову на территории города.